# Ratpenat cuallarg brasiler
El ratpenat cuallarg brasiler (Tadarida brasiliensis) és una espècie de ratpenat de la família dels molòssids.

## Distribució
Es troba a Antigua i Barbuda, l'Argentina, les Bahames, Belize, Bolívia, el Brasil, les Illes Caiman, Colòmbia, Costa Rica, Cuba, Dominica, República Dominicana, l'Equador, El Salvador, Guadalupe, Guatemala, Haití, Hondures, Jamaica, Martinica, Mèxic, Montserrat, Antilles Holandeses, Nicaragua, Panamà, el Paraguai, el Perú, Puerto Rico, Saint Kitts i Nevis, Saint Lucia, Trinitat i Tobago, Estats Units, Uruguai, Veneçuela i Xile.

## Subespècies
- Tadarida brasiliensis antillularum
- Tadarida brasiliensis bahamensis
- Tadarida brasiliensis brasiliensis
- Tadarida brasiliensis constanzae
- Tadarida brasiliensis cynocephala
- Tadarida brasiliensis intermedia
- Tadarida brasiliensis mexicana
- Tadarida brasiliensis murina
- Tadarida brasiliensis muscula

## Ús militar
L'exèrcit americà va invertir dos milions de dòlars en l'estudi i les experiències per fer una bomba de ratpenats, fent una prova amb ratpenats cuallargs brasilers el 1943 a la base aèria de Carlsbad i va abandonar el projecte el 1945.